# EuroHockey Nations Trophy (Feld, Damen) 2007
Die EuroHockey Nations Trophy (Feld, Damen) 2007 war die zweite Ausgabe der "B-EM". Sie fand vom 2. bis 9. September 2007 in Šiauliai, Litauen statt. Schottland und Russland stiegen in die "A-EM" auf, während Tschechien und Österreich in die "C-EM" abstiegen.

## Vorrunde

### Gruppe A
|    | Team       | Punkte | Sp | S | U | N | Tore | Gtore | Diff |
| -- | ---------- | ------ | -- | - | - | - | ---- | ----- | ---- |
| 1. | Belarus    | 6      | 3  | 2 | 0 | 1 | 14   | 4     | +10  |
| 2. | Belgien    | 6      | 3  | 2 | 0 | 1 | 13   | 6     | +7   |
| 3. | Frankreich | 6      | 3  | 2 | 0 | 1 | 9    | 5     | +4   |
| 4. | Österreich | 0      | 3  | 0 | 0 | 3 | 2    | 23    | −21  |

 Frankreich 5:1  Österreich

 Belarus 4:1  Belgien

 Österreich 0:9  Belgien

 Frankreich 2:1  Belarus

 Frankreich 2:3  Belgien

 Belarus 9:1  Österreich

### Gruppe B
|    | Team       | Punkte | Sp | S | U | N | Tore | Gtore | Diff |
| -- | ---------- | ------ | -- | - | - | - | ---- | ----- | ---- |
| 1. | Schottland | 9      | 3  | 3 | 0 | 0 | 10   | 5     | +5   |
| 2. | Russland   | 4      | 3  | 1 | 1 | 1 | 6    | 4     | +2   |
| 3. | Litauen    | 4      | 3  | 1 | 1 | 1 | 5    | 5     | 0    |
| 4. | Tschechien | 0      | 3  | 0 | 0 | 3 | 5    | 12    | −7   |

 Schottland 4:2  Tschechien

 Litauen 0:0  Russland

 Russland 5:1  Tschechien

 Litauen 2:3  Schottland

 Schottland 3:1  Russland

 Litauen 3:2  Tschechien

## Gruppe C
Die Dritt- und Viertplatzierten der Gruppen A und B spielten in einer Gruppe um die beiden Abstiegsplätze. Jede Mannschaft spielte nur gegen die beiden Teams der anderen Gruppen. Die Ergebnisse der Spiele 3. Gruppe A gegen 4. Gruppe A und 3. Gruppe B gegen 4. Gruppe B gingen in die Tabelle ein.
|    | Team       | Punkte | Sp | S | U | N | Tore | Gtore | Diff |
| -- | ---------- | ------ | -- | - | - | - | ---- | ----- | ---- |
| 1. | Frankreich | 9      | 3  | 3 | 0 | 0 | 8    | 2     | +6   |
| 2. | Litauen    | 6      | 3  | 2 | 0 | 1 | 6    | 3     | +3   |
| 3. | Tschechien | 3      | 3  | 1 | 0 | 2 | 7    | 5     | +2   |
| 4. | Polen      | 0      | 3  | 0 | 0 | 3 | 1    | 12    | −11  |

 Frankreich 2:1  Tschechien

 Litauen 3:0  Österreich

 Österreich 0:4  Tschechien

 Frankreich 1:0  Litauen

## Halbfinale
Belgien 0:2  Schottland

 Belarus 1:2  Russland

## Spiel um Platz 3
Belgien 4:1  Belarus

## Finale
Schottland 3:1  Russland

## Endergebnis
| Platz | Land       |
| ----- | ---------- |
| 1.    | Schottland |
| 2.    | Russland   |
| 3.    | Belgien    |
| 4.    | Belarus    |
| 5.    | Frankreich |
| 6.    | Litauen    |
| 7.    | Tschechien |
| 8.    | Österreich |

## Referenzen
- EHF-Archiv (PDF-Datei; 45 kB)